# نیژنیاناکتایوو
نیژنیاناکتایوو (به لاتین: Nizhneyanaktayevo) یک منطقهٔ مسکونی در روسیه است که در باشقیرستان واقع شده‌است.